# Apeadero de Vesúvio
El Apeadero de Vesúvio, originalmente denominado Estación de Vesuvio, es una plataforma ferroviaria de la Línea del Duero, que sirve a la localidad de Vesúvio, en el ayuntamiento de Vila Nova de Vera Côa, en Portugal.

## Historia
Este apeadero se encuentra en el tramo entre las Estaciones de Túa y Pocinho de la Línea del Duero, que abrió a la explotación el 10 de enero de 1887.
En 1901, estaba en construcción la conexión de carretera entre esta plataforma, entonces con la categoría de estación, y la Ruta Real n.º 34. No obstante, en la década de los treinta, el tramo entre Numão y la estación se había planeado que pasase junto de la Quinta de Porto de Bois, debido a las dificultades existentes en el transporte de Ribeira de Teja, siendo necesaria la construcción de un puente.